# Macgregorius
Macgregorius is een geslacht van wantsen uit de familie van de Miridae (Blindwantsen). Het geslacht werd voor het eerst wetenschappelijk beschreven door George Willis Kirkaldy in 1903.

## Soorten
Het genus bevat de volgende soorten:

- Macgregorius regalis Kirkaldy, 1903
- Macgregorius ugandanus (T. Taylor, 1947)